# Winfried Speitkamp

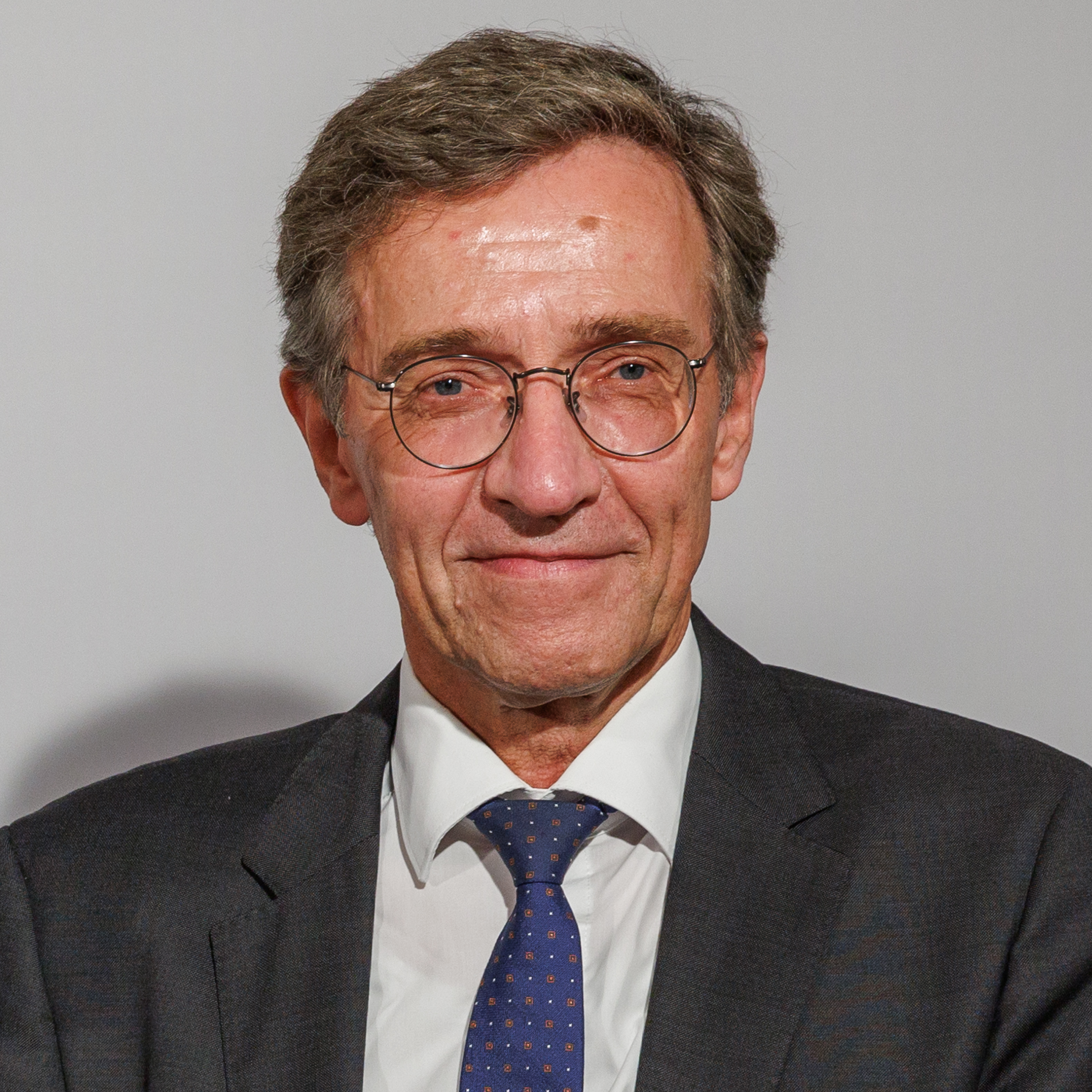
Winfried Speitkamp (2024)

Winfried Speitkamp (* 17. April 1958 in Düsseldorf) ist ein deutscher Historiker, Hochschullehrer und politischer Beamter. Von 2022 bis 2024 war er Staatssekretär im Thüringer Ministerium für Bildung, Jugend und Sport. Zuvor war er von 2017 bis 2022 Präsident der Bauhaus-Universität Weimar.

## Leben
Speitkamp wuchs in Wuppertal auf. Ab 1976 studierte er Geschichts- und Politikwissenschaften an der Philipps-Universität Marburg. Nach der Promotion bei Hellmut Seier 1986 mit einer Arbeit zur Verfassungsgeschichte Kurhessens im frühen 19. Jahrhundert habilitierte er sich 1994 unter der Betreuung von Helmut Berding an der Justus-Liebig-Universität Gießen mit einer Untersuchung zum Verhältnis von Staat und Denkmalpflege zwischen 1871 und 1933. Dort war er auch als wissenschaftlicher Mitarbeiter und Assistent tätig. Danach hatte er unter anderem eine Vertretungsprofessur sowie eine Professur auf Zeit in Gießen inne. Im April 2010 übernahm er die Professur für Neuere und Neueste Geschichte am Fachbereich Gesellschaftswissenschaften der Universität Kassel. Von März 2017 bis zu seiner Ernennung zum Staatssekretär im Februar 2022 hatte Speitkamp eine Professur für Kulturgeschichte der Moderne an der Bauhaus-Universität Weimar inne und war zugleich ab 1. April 2017 Präsident der Bauhaus-Universität. Am 22. Februar 2022 wurde er als Nachfolger von Julia Heesen zum Staatssekretär im Thüringer Ministerium für Bildung, Jugend und Sport ernannt. Mit dem Amtsantritt des Kabinetts Voigt schied er am 13. Dezember 2024 aus dem diesem Amt aus.
Speitkamp ist verheiratet und hat fünf Söhne.

## Forschungsschwerpunkte
Die Forschungsschwerpunkte von Speitkamp liegen in der Verfassungs- und Landesgeschichte, der Geschichte von Denkmalpflege, Geschichtskultur und politischer Symbolik, der Sozial-, Jugend- und Bildungsgeschichte sowie in der Geschichte Afrikas und des Kolonialismus. Er hat zusammen mit Kollegen der Hong Kong Baptist University ein Forschungsprojekt zum deutschen Imperialismus in China bearbeitet (gefördert vom DAAD, 1997/98) und im Gießener Sonderforschungsbereich „Erinnerungskulturen“ der DFG mehrere Teilprojekte zur afrikanischen Geschichte geleitet (1997–2008). Er war Sprecher der 2009 eingerichteten DFG-Forschergruppe „Gewaltgemeinschaften“. Hier leitete er Teilprojekte zu ost- und westafrikanischen Gewaltgemeinschaften im 19. und 20. Jahrhundert. Ein weiteres von ihm geleitetes Projekt, das von der Gerda Henkel Stiftung finanziert wurde, befasste sich mit Macht, Krieg und Religion im vorkolonialen Westafrika. Zudem war Speitkamp Sprecher des LOEWE-Schwerpunkts „Tier-Mensch-Gesellschaft. Ansätze einer interdisziplinären Tierforschung“, der im Januar 2014 seine Arbeit an der Universität Kassel aufnahm.

## Ehrenamt
Speitkamp ist Mitglied des Vorstands der Historischen Kommission für Hessen und war von 2008 bis 2019 Vorsitzender des Hessischen Landesdenkmalrats.

## Schriften (Auswahl)

### Monographien
- Restauration als Transformation. Untersuchungen zur kurhessischen Verfassungsgeschichte 1813–1830 (= Quellen und Forschungen zur hessischen Geschichte. Bd. 67). Hessische Historische Kommission, Darmstadt/Marburg 1986, ISBN 3-88443-156-0 (Dissertation, Universität Marburg, 1986).
- Die Verwaltung der Geschichte. Denkmalpflege und Staat in Deutschland 1871–1933 (= Kritische Studien zur Geschichtswissenschaft. Bd. 114). Vandenhoeck & Ruprecht, Göttingen 1996, ISBN 3-525-35777-X (Habilitationsschrift, Universität Gießen, 1994).[8]
- Jugend in der Neuzeit. Deutschland vom 16. bis zum 20. Jahrhundert. Vandenhoeck & Ruprecht, Göttingen 1998, ISBN 3-525-01374-4.
- Deutsche Kolonialgeschichte (= Reclam Universal-Bibliothek. Bd. 17047). Reclam, Stuttgart 2005, ISBN 3-15-017047-8.
- Kleine Geschichte Afrikas (= Reclam Universal-Bibliothek. Bd. 17063). Reclam, Stuttgart 2007; 2., durchgesehene und aktualisierte Auflage 2009, ISBN 978-3-15-017063-2; Lizenzausgabe der Bundeszentrale für politische Bildung, Bonn 2009 (= Schriftenreihe. Bd. 774), ISBN 978-3-89331-951-0; auch ins Italienische übersetzt.
- Der Rest ist für Sie! Kleine Geschichte des Trinkgeldes. Reclam, Stuttgart 2008, ISBN 978-3-15-020170-1.
- Ohrfeige, Duell und Ehrenmord. Eine Geschichte der Ehre. Reclam, Stuttgart 2010, ISBN 978-3-15-010780-5.
- Eschwege. Eine Stadt und der Nationalsozialismus (= Veröffentlichungen der Historischen Kommission für Hessen. Bd. 81). Historische Kommission für Hessen, Marburg 2015, ISBN 978-3-942225-30-4.

### Herausgeberschaften
- Staat, Gesellschaft, Wissenschaft. Beiträge zur modernen hessischen Geschichte (= Veröffentlichungen der Historischen Kommission für Hessen. Bd. 55). Elwert, Marburg 1994, ISBN 3-7708-1025-2 (Festschrift für Hellmut Seier zum 65. Geburtstag).
- mit Hans-Peter Ullmann: Konflikt und Reform. Festschrift für Helmut Berding. Vandenhoeck & Ruprecht, Göttingen 1995, ISBN 978-3-525-36235-8.
- Denkmalsturz. Zur Konfliktgeschichte politischer Symbolik. Vandenhoeck & Ruprecht, Göttingen 1997, ISBN 3-525-33527-X.
- mit Helmut Berding und Klaus Heller: Krieg und Erinnerung. Fallstudien zum 19. und 20. Jahrhundert (= Formen der Erinnerung. Bd. 4). Vandenhoeck & Ruprecht, Göttingen 2000, ISBN 3-525-35423-1.
- Kommunikationsräume – Erinnerungsräume. Beiträge zur transkulturellen Begegnung in Afrika. Martin Meidenbauer, München 2005, ISBN 3-89975-043-8.
- Erinnerungsräume und Wissenstransfer. Beiträge zur afrikanischen Geschichte. V&R Unipress, Göttingen 2008, ISBN 978-3-89971-533-0.
- Europäisches Kulturerbe. Bilder, Traditionen, Konfigurationen (= Arbeitshefte des Landesamtes für Denkmalpflege Hessen. Bd. 23). Theiss, Stuttgart 2013, ISBN 978-3-8062-2821-2.
- Gewaltgemeinschaften. Von der Spätantike bis ins 20. Jahrhundert. V&R Unipress, Göttingen 2013, ISBN 978-3-8471-0063-8.
- mit Stephanie Zehnle: Afrikanische Tierräume. Historische Verortungen. Rüdiger Köppe, Köln 2014, ISBN 978-3-89645-902-2.
- Ritter, Grafen und Fürsten – weltliche Herrschaften im hessischen Raum ca. 900–1806 (= Handbuch der hessischen Geschichte. Bd. 3; = Veröffentlichungen der Historischen Kommission für Hessen. Bd. 63,3). Historische Kommission für Hessen, Marburg 2014, ISBN 978-3-942225-17-5.
- Gewaltgemeinschaften in der Geschichte. Entstehung, Kohäsionskraft und Zerfall. Vandenhoeck & Ruprecht, Göttingen 2017, ISBN 978-3-525-30116-6.